# Gnocchi
Gnocchi dækker over en række forskellige dumpling-type i det italienske køkken. De fremstilles af små dejklumper af semolina, almindeligt hvedemel, æg, ost, kartoffel, brødkrummer, majsmel eller lignende ingredienser, og kan også inkludere krydderurter, grøntsager og andre ingredienser. Dejen til gnocchi bliver normalt rullet ud inden den bliver skårret i små stykker nogenlunde på størrelse med en vinprop. Dumplingerne bliver i nogle tilfælde trykket med en gaffel eller rivejern lignende for at lave små riller eller snit i overfladen. Gnocchi bliver normalt spist som en del af første ret, men de kan også bliver serveret som contorno (tilbehør) til visse hovedretter.